# 熬羅孛極烈
熬羅孛極烈（?—?），据称是金朝時期蒙古族领袖。又作鄂羅貝勒、鄂掄貝勒，或為忽魯勃極烈的異譯。身世尚不清楚，有學者認為是哈不勒可汗第四子忽都剌，日本學者認為是成吉思汗的曾祖父合不勒。然而其人其事仅见于南宋人的笔记，对于其真实性存在质疑。
一說「熬羅」是蒙古詞的「主帳」，「孛極烈」是女真詞的「首領」「酋長」；《金史》記載孛極烈是金朝的官號，意为“长官”。

## 生平
金朝皇统三年（1143年），蒙古部叛金，金熙宗派將領征討，由於魯王完顏昌被金熙宗所殺，完顏昌的兒子率領其父舊部投靠蒙古部，蒙古於是變得強大，金人無法控制蒙古部。此時金人將戰略中心從南方的宋國轉移到西北的蒙古部落，金將完顏宗弼率領金軍並帶上神臂弓弩手八萬人討伐蒙古，仍然無法戰勝。皇統六年（1146年），金朝派遣蕭保壽奴和蒙古議和，金朝提出將西平河（即臚朐河，今克鲁伦河）以北二十七團寨割與蒙古，冊封其酋長熬羅孛極烈為蒙古國王，金朝每年贈給蒙古豐厚的牛羊米豆绵绢，熬羅不接受。到了皇統七年（1147年），金蒙雙方議和，熬羅於是自稱祖元皇帝，改元天興。金蒙雙方暫時休戰，金朝也無力征討蒙古，於是加強防守己方邊境的要害地區。由於蒙古人控制了克魯倫河上游地區，嶺北長城的西端也落入蒙古部的管轄範圍，使得該長城的防禦性質已經大打折扣，金朝為了穩固北疆的邊防，又在該長城的東南方修建了一道新長城，即嶺南北線長城（今称为金界壕）。